# Chapelle Notre-Dame-des-Anges de Mégevette
Pour les articles homonymes, voir Chapelle Notre-Dame-des-Anges.
 (octobre 2015).
Si vous disposez d'ouvrages ou d'articles de référence ou si vous connaissez des sites web de qualité traitant du thème abordé ici, merci de compléter l'article en donnant les références utiles à sa vérifiabilité et en les liant à la section « Notes et références ».
La chapelle Notre-Dame-des-Anges est un édifice religieux catholique servant de crypte, qui est situé dans le département français de la Haute-Savoie, sur la commune de Mégevette.
La crypte est située sous l'ancienne église primitive, qui est aujourd'hui sous le chœur de l'église Saint-Nicolas.

## Historique
Au Moyen Âge, les sanctuaires de Notre-Dame de Paris et de Chartres sont les vecteurs d'une pensée spirituelle comme d'un style architectural, c'est de l'influence portée par ces grands sanctuaires que naissent des petits sanctuaires régionaux.
Vers la fin du Moyen Âge aux alentours de 1450, des comptes-rendus de visites pastorales font état d'une chapelle Notre-Dame dans l'église de Mégevette, dès le XVIe siècle. Aucun autre renseignement sur son origine n'est connu, sinon que l'on peut considérer qu'il s'agit d'un acte de dévotion : en effet cette chapelle va servir d'usage paroissial et n'est pas une fondation privée sans but.
De 1518 à la veille de la Révolution, cet édifice a offert aux habitants de la commune de Mégevette un espace de recueillement sans un intérêt particulier.
En 1624 lors de la visite pastorale on note que la Confrérie du Rosaire l'utilise pour ses offices.
Depuis 1765 le bâtiment est nommé « chapelle Notre-Dame-des-Anges ».
Lors de la reconstruction de l'église en 1870, le passage de la chapelle est muré, et cette dernière est remblayée en partie, seule la partie supérieure est laissée libre.
Jusqu'en 1970, une teinture marron retenue par un cordon et au centre une auréole jaune, ainsi que la tête de la Vierge et de l'Enfant étaient visibles avant la restauration de l'église pendant les années 1970.
C'est en 2007 que des archéologues reconstituent, avec une technique spéciale, et pour quelques minutes seulement, l'expression des yeux de Notre-Dame et de l'Enfant Jésus.

## Style architectural
La chapelle Notre-Dame-des-Anges est de style d'architecture romane locale auquel s'apparentent les chœurs des églises  d'Habère-Lullin et d'Évian situés sous leurs clocher et décoré de fresques identiques par leurs couleurs.
Un baldaquin au centre du croisé rappelle le chœur de l'église d'Évian.
Structurée d'un croisée d'ogives, son plafond était décoré d'étoiles noires et ocre, ses peintures ne sont plus visibles aujourd'hui. 